# Wang Mang
Wang Mang chiń. 王莽, (ur. 45 p.n.e. – zm. 6 października 23 n.e.) – cesarz Chin, panujący w latach 9–23 n.e.
Wang Mang był bratankiem cesarzowej Wang Zhengjun, żony cesarza Yuana (48 – 33 p.n.e.). To jej wpływom jako cesarzowej wdowy zawdzięczał on sprawowanie faktycznej władzy w państwie za panowania małoletnich Pingdi (1 p.n.e. – 6 n.e.) i Ruzi Yinga (6 – 9 n.e.). W 9 n.e. Wang Mang ogłosił się cesarzem, po czym próbował przeprowadzić szereg reform, m.in. administracji, systemu monetarnego, własności ziemi i monopoli państwowych. Były one w większości nieudane i nie poprawiły losu ludności, przyczyniając się natomiast do wzrostu ogólnego chaosu w cesarstwie. Zmiana biegu Huang He i związana z nią katastrofalna powódź doprowadziła do wybuchu powstania chłopskiego, w trakcie którego w 23 n.e. Wang Mang został zamordowany. W późniejszej oficjalnej historiografii został sportretowany jako przykładowy uzurpator, jednak dzisiejsi historycy wiążą jego panowanie także z ponownym wprowadzeniem idei Mandatu Niebios, do której następnie odwoływały się wszystkie kolejne dynastie Chin.

## Droga do władzy
Wang Mang był synem Wang Wena, który był bratem cesarzowej Wang Zhengjun, żony cesarza Yuana (48 – 33 p.n.e.) Wang Wen zmarł w stosunkowo młodym wieku, tak że nie zdążył zostać markizem (hou) wraz z innymi braćmi cesarzowej. Pomimo śmierci ojca, Wang Mang otrzymał solidne konfucjańskie wykształcenie, podczas którego ujawniło się jego zamiłowanie do nauki. W 22 p.n.e. przez kilka miesięcy asystował przy swoim umierającym wuju Wang Fengu, który był wówczas regentem. Na jego przedśmiertną prośbę Wang Mang otrzymał dowództwo w Armii Północnej i został doradcą cesarza. Później otrzymał także tytuł dowódcy kawalerii, doradcy pałacu i sługi pałacu. 12 czerwca 16 p.n.e. Wang Mang został markizem Xindu. Już wtedy jawił się on jako człowiek wszechstronnie uzdolniony, o szerokich zainteresowaniach i umiejętności zdobywania zwolenników.
W 8 p.n.e. Wang Gen, czwarty z kolei regent z rodziny Wang, zrezygnował ze swojego urzędu. Wszyscy wcześniejsi regenci z rodziny Wang należeli do pokolenia długowiecznej cesarzowej wdowy Wang Zhengjun. Koniecznym stało się wówczas sięgnięcie do następnej generacji rodziny Wang. Wang Mang wydawał się jej najzdolniejszym i najbardziej doświadczonym politycznie przedstawicielem, nic więc dziwnego, że na początku 7 p.n.e. to on został regentem. 17 kwietnia 7 p.n.e. zmarł cesarz Cheng (33 – 7 p.n.e.), syn Wang Zhengjun i nowym cesarzem został jego kuzyn Ai (7 – 1 p.n.e.). Był on zdecydowany rządzić samodzielnie, a do osłabienia wpływów rodziny Wang dążyły także rodzina jego matki, Ding i babki, Fu. W tej sytuacji Wang Mang został zmuszony do rezygnacji, która najpierw została taktownie odrzucona, ale za drugim razem, 27 sierpnia 7 p.n.e., przyjęta. Wang Mang wycofał się do swojej rezydencji w stolicy, jednak w lecie 5 p.n.e. został zmuszony do jej opuszczenia i zamieszkania na terenie swojego markizatu.
Mimo wygnania, Wang Mang zachował wpływy w stolicy dzięki swoim zwolennikom, którzy w 2 p.n.e. uzyskali od Aidi zgodę na jego powrót. Miał on prowadzić ciche życie, z dala od dworu. Jednak 15 sierpnia 1 p.n.e. Aidi zmarł. Nie pozostawił on po sobie syna ani nie wyznaczył oficjalnie następcy, chociaż na łożu śmierci przekazał cesarskie pieczęcie swojemu faworytowi, Dong Xianowi. Ponieważ w 5 p.n.e. zmarła matka cesarza, a 2 p.n.e. jego babka, jedyną osobą władną do rozwiązania konstytucyjnego kryzysu była znowu najstarsza cesarzowa wdowa Wang. Cesarskie pieczęcie zostały zabrane Dong Xianowi natychmiast po śmierci Aidi i jeszcze tego samego dnia Wang Mang został wezwany do pałacu. Poradził on Wang Zhengjun, żeby pozbawiła Dong Xiana jego urzędów i tytułów. Tak istotnie się stało 16 sierpnia i Dong Xian popełnił samobójstwo. Następnego dnia Wang Mang został regentem. Oczywistym kandydatem na cesarza był ostatni żyjący potomek Yuandi, Liu Jizi, który został cesarzem 17 października, i przeszedł do historii jako Pingdi (1 p.n.e. – 6 n.e.). Z punktu widzenia Wang Manga okolicznością nader korzystną był fakt że nowy władca urodził się zaledwie w 9 p.n.e., w momencie wstąpienia na tron był zatem dzieckiem.
Podczas nominalnych rządów Pingdi władza Wang Manga znacznie wzrosła. Obsadził on najważniejsze stanowiska swoimi zwolennikami i cieszył się autentyczną popularnością wśród urzędników i uczonych. Udało mu się podnieść poziom prowincjonalnych szkół, rozbudować Akademię, zbudować nową drogę poprzez pasma gór, łączącą dolinę rzeki Wei z Syczuanem oraz zapewnić pokój na granicach. W 5 n.e. w stolicy zorganizowano konferencję na temat tekstów klasycznych, astronomii-astrologii i przepowiadania. W 1 n.e. Wang Mang otrzymał tytuł Księcia Zapewniającego Pokój Hanom (An Han Gong). Termin „Gong” (Książę) nie był dotąd używany w czasach cesarstwa, a jego przyjęcie oznaczało nawiązanie przez Wang Manga do słynnego Księcia Zhou. Jest rzeczą znamienną, że Wang Mang nie dopuścił do tego, aby Pingdi odwiedzała jego matka z rodu Wei i starał się trzymać z dala od dworu także pozostałych jego członków. Kiedy jego własny syn, Wang Yu, spróbował doprowadzić do spotkania dziecka z matką, Wang Mang nie zawahał się przed skazaniem go na śmierć. Ten sam los spotkał także wielu członków rodu Wei, chociaż matkę Pingdi pozostawiono przy życiu i formalnie cieszyła się wszystkimi zwyczajowymi zaszczytami. 16 marca 4 n.e. kilkuletnia córka Wang Manga została cesarzową. Pingdi zmarł jednak 3 lutego 6 n.e. Tradycyjna historiografia przypisywała Wang Mangowi otrucie cesarza, należy jednak zauważyć, że w tym momencie nie leżało to w jego interesie. Jako teść małoletniego cesarza i prawdopodobny dziadek jego następcy mógł on ze spokojem patrzeć w przyszłość, która wydawała się na całe lata zabezpieczona przed utratą rzeczywistej władzy. Śmierć Pingdi spowodowała, że stanął on przed zadaniem ponownego zabezpieczenia swoich wpływów na nowej podstawie, bez zwrócenia cesarskiego rodu przeciwko sobie.
Pingdi był ostatnim żyjącym potomkiem Yuandi, co spowodowało konieczność wyboru cesarza spośród potomków jego poprzednika, Xuandi. Było wśród nich pięciu królów (Wang) i blisko pięćdziesięciu markizów. Wybór dorosłej i kompetentnej osoby ograniczyłby wpływy Wang Manga, z tego też powodu wybrał on najmłodszego kandydata, praprawnuka Xuandi, urodzonego w 5, Liu Yinga, który przeszedł do historii jako Ruzi Ying (6 – 9). Nie został on oficjalnie cesarzem, lecz 17 kwietnia 6 ogłoszono go następcą tronu. Mocą formalnego edyktu cesarzowej wdowy Wang Wang Mang został najpierw regentem, a potem „pełniącym obowiązki cesarza”, przy czym odwołano się tutaj do roli, jaką Książę Zhou pełnił niegdyś przy nieletnim królu Chengu. W ten sposób Wang Mang wyraźnie jednak dał do zrozumienia, że zamierza zachować swoją władzę, co musiało spotkać się ze sprzeciwem rodu cesarskiego. Już w maju lub czerwcu tego samego roku jeden z markizów próbował zaatakować stolicę swojej komanderii, nie tylko jednak został pokonany, lecz jego krewni przedłożyli memoriał przepraszający za ten akt. Rebelie dwóch kolejnych markizów miały jeszcze mniejsze znaczenie. Poważniejszy charakter miało powstanie wzniecone w centralnej części Wielkiej Równiny przez Zhai Yi, który był synem Zhai Fangjina, kanclerza cesarza Chenga. Ogłosił on cesarzem członka rodu cesarskiego, ustanowił własną administrację oraz oskarżył Wang Manga o otrucie Pingdi. Druga rebelia wybuchła w pobliżu stolicy. Dzięki energicznym działaniom Wang Manga, w skład których wchodziła także proklamacja zawierająca oświadczenie, że odda on władzę wraz z dojściem następcy tronu do pełnoletniości, w ciągu trzech miesięcy bunty zostały stłumione. Od tej pory Wang Mang nie spotkał się z poważniejszą opozycją.
Łatwość z jaką Wang Mang rozprawił się z rebeliantami i akceptacja jego posunięć przez praktycznie wszystkich urzędników musiały prowadzić do wniosku, że zdemoralizowany ród cesarski utracił jakiekolwiek poparcie. W tej sytuacji Wang Mang powziął kroki mające na celu przejęcie pełni władzy, odwołał się przy tym do koncepcji Mandatu Niebios, która związana była z dynastią Zhou. Teoria ta pojawiła się ponownie wśród elit rządzących pod koniec Zachodniej dynastii Han, przy czym łączono ją z teorią pięciu elementów (wu xing) – drewna, ognia, ziemi, metalu i wody, które miały kolejno dominować w świecie natury. Każda z dynastii panowała dzięki sile jednego z elementów i była skazana na upadek, identyczny z utratą Mandatu, wraz z jej wygaśnięciem i przejściem do następnej fazy. Teraz Wang Mang musiał udowodnić, że Mandat Niebios, jaki przysługiwał dynastii Han, wygasł, czyli związany z nią element ognia powinien ustąpić elementowi ziemi. Ponieważ zaś Wang Mang miał wywodzić się od Żółtego Cesarza, którego kolorem była żółć, odpowiadająca ziemi, wraz z nadejściem jej fazy przyszedł czas na jego władzę. Szereg omenów miał potwierdzić ten fakt. A zatem pomiędzy 6 a 8 n.e. odkryto kamień z imieniem Wang Manga, we śnie ukazał się mu wysłannik Nieba, spontanicznie wytrysnęło przed nim źródło, znaleziono także kamiennego wołu (a wół jest zwierzęciem, któremu odpowiada ziemia) oraz brązową szkatułkę z dwoma zapisanym kopertami. Za każdym razem przekaz był ten sam: Wang Mang powinien zostać cesarzem. Po tej propagandowej kampanii, Wang Mang 10 stycznia 9 n.e. ogłosił koniec rządów dynastii Han i wstąpił na tron jako pierwszy cesarz dynastii Xin (chiń. 新朝; pinyin Xīn Cháo; dosł. „Nowa Dynastia”). Ruzi Ying został pozbawiony swojego tytułu i trzymany w odosobnieniu poślubił potem wnuczkę Wang Manga.

## Cesarstwo

### Polityka wewnętrzna
Jeszcze w tym samym roku Wang Mang szybko stłumił dwa powstania dawnego rodu cesarskiego, którego członkowie w następnym roku zostali pozbawieni swoich tytułów arystokratycznych i tym samym zrównani z pospólstwem. Tytuły stosowane przez dynastię Han zostały zniesione i zastąpione nowym, pięciostopniowym systemem, który miał być niegdyś używany przez dynastię Zhou. W 14 przeprowadzono także kompleksową zmianę nazw tytułów prowincjonalnych oraz komanderii i powiatów. We wszystkich tych przypadkach starano się używać terminów pochodzących z Księgi dokumentów. W 9 zostało zakazane kupowanie i sprzedawanie prywatnych niewolników. W tym samym roku została ogłoszona reforma rolna, zgodnie z którą każdy sprawny mężczyzna miał otrzymać pewną określoną, jednakową ilość ziemi. Rodziny z większą od przewidzianej ilością ziemi miały przekazać nadwyżkę swoim krewnym i sąsiadom. Sprzedaż ziemi została zakazana. Jeszcze w 7 markizi i arystokraci niższych rang otrzymali nakaz wymiany posiadanego złota na monetę o niższej wartości. Nowe denominacje pieniądza zostały przeprowadzone w 7, 9, 10 i 14, przy czym pierwsza i ostatnia z nich wiązały się ze zmniejszeniem monety. W 10 zostały ustanowione państwowe monopole na alkohol, sól, wyroby żelazne, bicie monety oraz wpływy z gór i bagien. Jednocześnie rynek na takie istotne towary jak ziarno, ubrania i jedwab został ustabilizowany przez powołanie państwowych agencji skupujących je kiedy były tanie i sprzedających kiedy były drogie. W pięciu ważnych miastach zostały w tym celu ustanowione magazyny. Ustanowienie monopoli i programu stabilizacji cen zostało ponownie potwierdzone w 17. Po 10 podatek w wysokości jednej dziesiątej ich przychodów został nałożony na myśliwych, rybaków, kupców i rzemieślników. W 16 wprowadzono regulacje, zgodnie z którymi pensje urzędników powinny były zmniejszać się podczas nieurodzaju proporcjonalnie do jego wielkości.
W reformach Wang Manga często widziano próbę realizacji konfucjańskiej utopii, a nawet twierdzono, że był on socjalistą. W rzeczywistości większość z nich nie odbiegała od praktyki wcześniejszych cesarzy dynastii Han. Zmiany tytulatury dokonywano w 144 i 104 p.n.e. Wudi (141 – 87 p.n.e.) przeprowadził reformę pieniężną w roku 119 p.n.e. Państwowe monopole na sól i żelazo zostały wprowadzone przez Wudi ok. 119 p.n.e., a w 98 p.n.e. wprowadził on monopol na alkohol. Ten ostatni został zniesiony w 81 p.n.e., ale monopole na sól i żelazo funkcjonowały do końca Zachodniej dynastii Han, z krótką przerwą w latach 44 – 41 p.n.e. Bicie monety było monopolem państwa od 112 p.n.e. Wpływy z gór i bagien były osobistym monopolem cesarza za poprzedników Wang Manga, podobnie jak podatki płacone przez rybaków, myśliwych i cieśli. Program stabilizacji cen został wprowadzony w 110 p.n.e. Wudi, podobnie jak Wang Mang, nałożył podatki na kupców i rzemieślników i to w wyższej niż on wysokości. Należy tutaj dodać, że aktywna polityka gospodarcza państwa realizowana poprzez ustanawianie monopoli czy takie działania, jak program stabilizacji cen była niezgodna z konfucjanizmem. Jak widać nie przeszkodziło to Wang Mangowi w posługiwaniu się jej środkami. Czymś nowym, co może być uznane za próbę realizacji konfucjańskiego ideału „studnia – pole”, była jedynie reforma rolna, a także zakaz posiadania prywatnych niewolników.
Reforma rolna i zakaz posiadania prywatnych niewolników okazały się jednak nie do przeprowadzenia z powodu sprzeciwu właścicieli ziemskich oraz biurokracji i Wang Mang wycofał się z nich już w 12. Zakaz prywatnego posiadania złota był prawdopodobnie zwykłą próbą zubożenia Hanowskiej arystokracji poniżej poziomu króla (Wang) i został odwołany w roku 10, gdy przestała ona istnieć. Podstawowym celem kolejnych denominacji była coraz mniejsza waga monet o dużych nominałach, co pozwalało na łatwiejsze zaspokajanie rządowego popytu na metal oraz przewożenie dużych sum. Tak drastyczne i częste zmiany spowodowały jednak zamieszanie, napięcie i utratę zaufania do systemu monetarnego. Tezauryzacja dawnych monet była zjawiskiem nagminnym, mimo grożących za nią surowych kar. Monopole zostały zniesione w 22 ponieważ nie dało się ich egzekwować w warunkach wojny domowej, jednak zostały przywrócone przez cesarzy Wschodniej dynastii Han, podobnie jak program stabilizacji cen. Nie dotyczyło to jedynie monopolu na alkohol. W sumie, w swojej polityce wewnętrznej, mimo propagandy przedstawiającej go jako konfucjańskiego mędrca realizującego ideały wywodzące się z okresu Zhou, Wang Mang był pragmatykiem. Stosował on środki, które wydawały mu się skuteczne, niezależnie od tego czy były one zgodne z konfucjanizmem, czy nie, a jego polityka nie odbiegała znacząco od polityki wcześniejszych cesarzy dynastii Han.

### Polityka zagraniczna
Najważniejszą kwestią polityki zagranicznej panowania Wang Manga były stosunki ze Xiongnu. Od 51 p.n.e. pomiędzy Chinami a Xiongnu panował pokój, zaś w 33 p.n.e. shanyu Xiongnu Huhanye (58 – 31 p.n.e.) pojął za żonę Wang Zhaojun, cesarską konkubinę. Urodziła mu ona syna Yituzhiyashi, zaś po wyjściu za mąż za kolejnego shanyu, temu drugiemu urodziła córkę, Yun. Ta ostatnia w 2 została sprowadzona na dwór cesarski i znalazła się w otoczeniu cesarzowej wdowy Wang. Po powrocie do Xiongnu wraz ze swoim mężem, wpływowym arystokratą oraz prawdopodobnie także przyrodnim bratem, Yituzhiyashi, utworzyła ona prochińską partię. Na poczynania tego stronnictwa podejrzliwie patrzył konserwatywny odłam Xiongnu, do którego zaliczał się także shanyu Nengzhiyasi (8 – 13) i w celu przeciwdziałania jego wpływom dążył do wywołania wojny z Chinami. Wygodnym dla Xiongnu casus belli stały się poczynania Wang Manga, który obniżył tytularną chińską rangę shanyu i zaczął go traktować jak swojego wasala. W rezultacie w 10 Nengzhiyasi przyjął w opiekę grupę Chińczyków, którzy uciekli spod władzy Wang Manga oraz Turfan, formalnie podlegający cesarstwu, co oznaczało wojnę. Wang Mang zmobilizował 300 tys. wojsk, co poskutkowało ograniczeniem się Xiongnu jedynie do organizowania pogranicznych rajdów. Jednocześnie w 11 wysunął jako kandydata na shanyu Xiana (13 – 18), przyrodniego brata Nengzhiyasi. Xian początkowo poniósł klęskę, jednak kiedy Nengzhiyasi zmarł w 13 przejął jego urząd. W 18 Xian zmarł, a nowy shanyu Hudu Er Shi (18 – 48) był wrogi Chinom. Niemniej wojna właściwie nie została wznowiona, z wyjątkiem jednego rajdu w 19. Hudu Er Shi zamordował jednak Yituzhiyashi, zaś Yun uciekła do Wang Manga wraz ze swoim mężem. Ten został wysunięty przez cesarza jako jego kandydat na shanyu, jednak wkrótce zmarł.
Wang Mang walczył także na innych frontach, na których z reguły odnosił sukcesy. W 13 zbuntował się Karaszar oraz zabito chińskiego gubernatora Regionów Zachodnich. Pomimo ciężkich strat wysłanej w 16 ekspedycji karnej, udało się jednak stłumić bunt i cesarstwo utrzymało swój stan posiadania w dzisiejszym Gansu i Sinciangu. W 12 wybuchło powstanie miejscowych plemion w dzisiejszej prowincji Kuejczou, a w 14 sytuacja powtórzyła się w Junnanie. Obie te rebelie zostały stłumione. W 12 Wang Mang z łatwością pokonał koreańskie państwo Goguryeo. Na zachodzie udało mu się rozszerzyć chińskie terytorium w głąb Kokonoru (dzis. prowincja Qinghai) kosztem Qiangów.

### Upadek
Główną przyczyną upadku rządów Wang Manga były nie nieudane reformy, ale klęska żywiołowa, jaką była zmiana biegu Huang He. Początkowo, pomiędzy 3 a 5, doszło do gigantycznej powodzi, zaś w 11 rzeka zmieniła bieg, porzucając swoje dawne północne koryto na rzecz dzisiejszego. Wang Mang nie miał żadnych środków żeby przeciwdziałać tej katastrofie. Wielu ludzi zginęło w wyniku dwóch powodzi, a ci którzy przeżyli rozpierzchli się po kraju. Nastał głód i coraz większa liczba ludzi stawała się ofiarą kumulujących się efektów zmiany biegu rzeki. Stopniowo chłopi zaczęli opuszczać południową część Wielkiej Równiny i podjęli powolną migrację na południe. Na jej szlakach szerzyła się anarchia spowodowana przez bandy chłopów próbujących zdobyć jakąś żywność. Najgorsza sytuacja panowała na terenie Szantungu, przeludnionego wskutek napływu uciekinierów, którzy nie mogli łatwo go opuścić ponieważ utrudniały to dwa nowe odgałęzienia Huang He. Liczba walczących o przetrwanie chłopskich band na tym terenie ciągle wzrastała i ostatecznie utworzyli oni wielką, choć słabo zorganizowaną armię, której najważniejszym przywódcą był niejaki Fan Chong. Chłopi, walczący z próbującym zaprowadzić porządek Wang Mangiem, zaczęli się uważać za zwolenników obalonych Hanów, dla podkreślenia czego malowali swoje brwi ich kolorem, czerwienią. Stąd stali się znani jako Czerwone Brwi.
Wang Mang wysłał przeciwko Czerwonym Brwiom dwie armie w 18 i 22, jednak obie poniosły klęskę w walce ze zdesperowanym chłopstwem. Powstanie Czerwonych Brwi zaczęło ogarniać coraz nowe połacie kraju. W październiku 22 Liu Yan, potomek w szóstym pokoleniu cesarza Jinga, na czele sił miejscowej arystokracji i przekonanych do wspólnej walki chłopskich oddziałów wzniecił rebelię w komanderii Nanyang (dzis. południowy Henan). Po jego pierwszych poważniejszych zwycięstwach przywódcy jego chłopskich oddziałów zaczęli się jednak obawiać, że Liu Yan zostanie ogłoszony cesarzem i utracą oni swoje wpływy na rzecz arystokracji z Nanyang. Postanowili uprzedzić zatem bieg wydarzeń i 11 marca 23 ogłosili cesarzem członka dawnego rodu cesarskiego należącego do ich oddziałów, kuzyna Liu Yana, Liu Xuana (23 – 25). Przyjął on tytuł Gengshi (Nowy Początek).
Wang Mang wysłał przeciwko niemu wielką armię, która w początkowych starciach pokonała oddziały buntowników, jednak 7 lipca 23 poniosła klęskę w wielkiej bitwie pod Kunyangiem. Nawet urzędnicy Wang Manga zaczęli wówczas spiskować przeciwko niemu. Spisek został jednak wykryty i jego członków, wraz ze sławnym uczonym Liu Xinem, skazano na śmierć. Jednocześnie lokalni urzędnicy zaczęli uznawać władzę Gengshidi, a kolejne bunty wybuchły w Syczuanie, w dolnym biegu rzeki Han, wzdłuż dolnej Jangcy i w północnej części Wielkiej Równiny. W tej sytuacji, Gengshidi rozpoczął marsz na Chang’an. Wielkie rody z regionu stolicy, zachęcone perspektywą ogromnej zdobyczy, wznieciły powstanie. 4 października rebelianci wdarli się do miasta, zaś w następnym dniu przyłączyli się do nich jego mieszkańcy. Walki objęły wówczas pałac. 6 października 23 Wang Mang został zabity wraz ze swoimi ostatnimi zwolennikami. Jego głowę odcięto i wysłano Gengshidi.

## Dziedzictwo
Ponieważ Wang Mangowi ostatecznie nie udało się utworzyć własnej dynastii, automatycznie został uznany za uzurpatora, który bezprawnie przypisał sobie Mandat Niebios. Ban Gu w Księdze Hanów użył wszelkich środków, żeby skontrastować jego osobę z odnowicielem panowania Hanów, Guangwudi (25 – 57). Tak więc z dezaprobatą opisuje on jak Wang Mang studiował aż do granic wyczerpania, służył swojej owdowiałej matce i przyrodniej siostrze oraz uczył swojego osieroconego przez ojca siostrzeńca. Dokładał niezwykłych starań, by zachowywać reguły etykiety w obecności swoich wujów. Zaniedbał swój wygląd zewnętrzny, doglądając swojego wuja Wang Fenga. Im wyżej awansował, tym stawał się skromniejszy. Rozdawał swoje bogactwo innym, tak że w jego domostwie ciągle odczuwano brak. Zadawał się ze znanymi ludźmi. Jego pusta sława kwitła i rozszerzała się.
W ten sposób Ban Gu sugerował, że Wang Mang osiągnął swoją pozycję nie dzięki autentycznym zdolnościom, lecz nieuczciwemu pozerstwu. Oczywiście historyk sprzyjający Wang Mangowi mógłby, przytaczając te same fakty, wychwalać go za jego oddanie dla studiów, rodzinną miłość i wzrost pozycji osiągnięty dzięki konfucjańskiej cnocie. Nawet twarz Wang Manga została przez Ban Gu opisana w sposób, który jasno wskazywał, że był on uzurpatorem. Niemniej biografia Wang Manga zamieszczona w Księdze Hanów, która poza tym nie zawiera biografii żadnego ze współpracowników „uzurpatora”, pozostaje głównym źródłem informacji o Wang Mangu. Księga Późniejszych Hanów przynosi niewiele dodatkowych informacji. Dojście do prawdy o Wang Mangu wymaga zatem dużego krytycyzmu w stosunku do źródeł. Kiedy Ban Gu pisze o tym, że Wang Mang utracił Regiony Zachodnie, należy zauważyć, że pozostaje on w sprzeczności sam ze sobą, w innym miejscu pisząc o osadzeniu tam nowego gubernatora. Kiedy krytykuje Wang Manga za straty jakie spowodowała mobilizacja 300 tys. ludzi przeciwko Xiongnu, należy zauważyć, że Wudi, który również zmobilizował 300 tys. ludzi i to w przeciwieństwie do Wang Manga w jednym miejscu, w oczach Ban Gu nie zasłużył na podobną krytykę. „Podsumowując, Wang Mang nie był niedorzecznym, pokrętnym hipokrytą, megalomanem i partaczem opisanym przez Ban Gu”.
Taki jednak obraz stał się dominujący w chińskiej tradycji. Współczesne badania wiążą Wang Manga z o wiele istotniejszym dziedzictwem niż figura przysłowiowego uzurpatora. Wywodząca się z czasów panowania Zachodniej dynastii Zhou (ok. 1050 – 770 p.n.e.) idea Mandatu Niebios z rzadka pojawiała się w literaturze późniejszych okresów. Ani cesarze dynastii Qin, ani Han, nie odwoływali się do niej i pojawiła się ona na dobre w politycznym dyskursie dopiero wraz z memoriałem napisanym przez kanclerza Kuang Henga ok. 34 p.n.e. To także pod jego wpływem w 31 p.n.e. zastąpiono kult pięciu Di, przejęty od dynastii Qin, kultem Nieba i Ziemi. Uważnie obserwujący te nowe intelektualne prądy Wang Mang „był pierwszym chińskim cesarzem, który wywodził swoją legitymację z Mandatu [Nieba]”. Co więcej, powiązał on ją z teorią pięciu żywiołów (wu xing). Wiązało się to z faktem, że Wang Mang był zwolennikiem tzw. „szkoły starych tekstów”, to jest wersji „Księgi dokumentów”, którą miał przechować Kong Anguo. Wspomniany już Liu Xin, jeden z najwybitniejszych przedstawicieli tego odłamu konfucjanizmu, był jego bliskim współpracownikiem. To właśnie w „szkole starych tekstów” łączono koncepcję Mandatu Niebios z pięcioma kolejno dominującymi żywiołami, którym miały odpowiadać związane z nimi dynastie. Współcześnie część uczonych kwestionuje przyjęcie przez dynastię Qin identyfikacji z wodą, a Zachodniej dynastii Han z ziemią, w pierwszym przypadku uważając odpowiednie fragmenty Zapisków historyka za późniejsze interpolacje, w drugim zaś wskazując na brak wyraźnego stwierdzenia, że Wudi dokonał odpowiedniego aktu w 105 p.n.e. Tylko w przypadku Wang Manga zanotowano jednoznaczne stwierdzenie, że jego dynastia przyjęła jeden z symboli. Co więcej, to właśnie on był zainteresowany doktryną, która tłumaczyłaby konieczność zmiany dynastii, nawet jeśli w ostateczności implikowała ona, iż dynastia ta nie będzie wieczna. Jak wiadomo, cesarstwo Qin Shi Huanga miało trwać „dziesięć tysięcy pokoleń”, trudno też sobie wyobrazić, by cesarze Han z I wieku p.n.e. mieli propagować doktrynę implikującą ich upadek. „Wygląda zatem na to, że Wang Mang, znienawidzony i splugawiony przez chińskich historyków, był jednym z kilku chińskich cesarzy, którzy zostawili dziedzictwo dla przyszłości” ponieważ „późniejsze dynastie nie mogły potwierdzić swojego prawa do rządzenia bez odwołania się do tego samego typu religijnego i intelektualnego wsparcia, które objawiło swój kształt podczas panowania Wang Manga”. Od czasów Późniejszej dynastii Han żaden uczestnik walki o władzę nie mógł zignorować zasady Niebiańskiego Mandatu i przez wiele stuleci było konieczne utrzymywanie, że cesarz i jego ród zajęli swoje właściwe miejsce w cyklu Pięciu Żywiołów.